# Danielka (Ujsoły)
Danielka – przysiółek wsi Ujsoły w Polsce, położony w województwie śląskim, w powiecie żywieckim, w gminie Ujsoły, w dolinie potoku Danielka.
W latach 1975–1998 przysiółek administracyjnie należał do województwa bielskiego.
Pola i zabudowania przysiółka zajmują dno doliny, zbocza grzbietu Kiczorka – Urówka oraz dolną część zboczy Muńcuła. Na polanie Świniarki znajduje się leśniczówka Lasów Państwowych będąca siedzibą Leśnictwa Danielka i schronisko „Chałupa Chemików”.

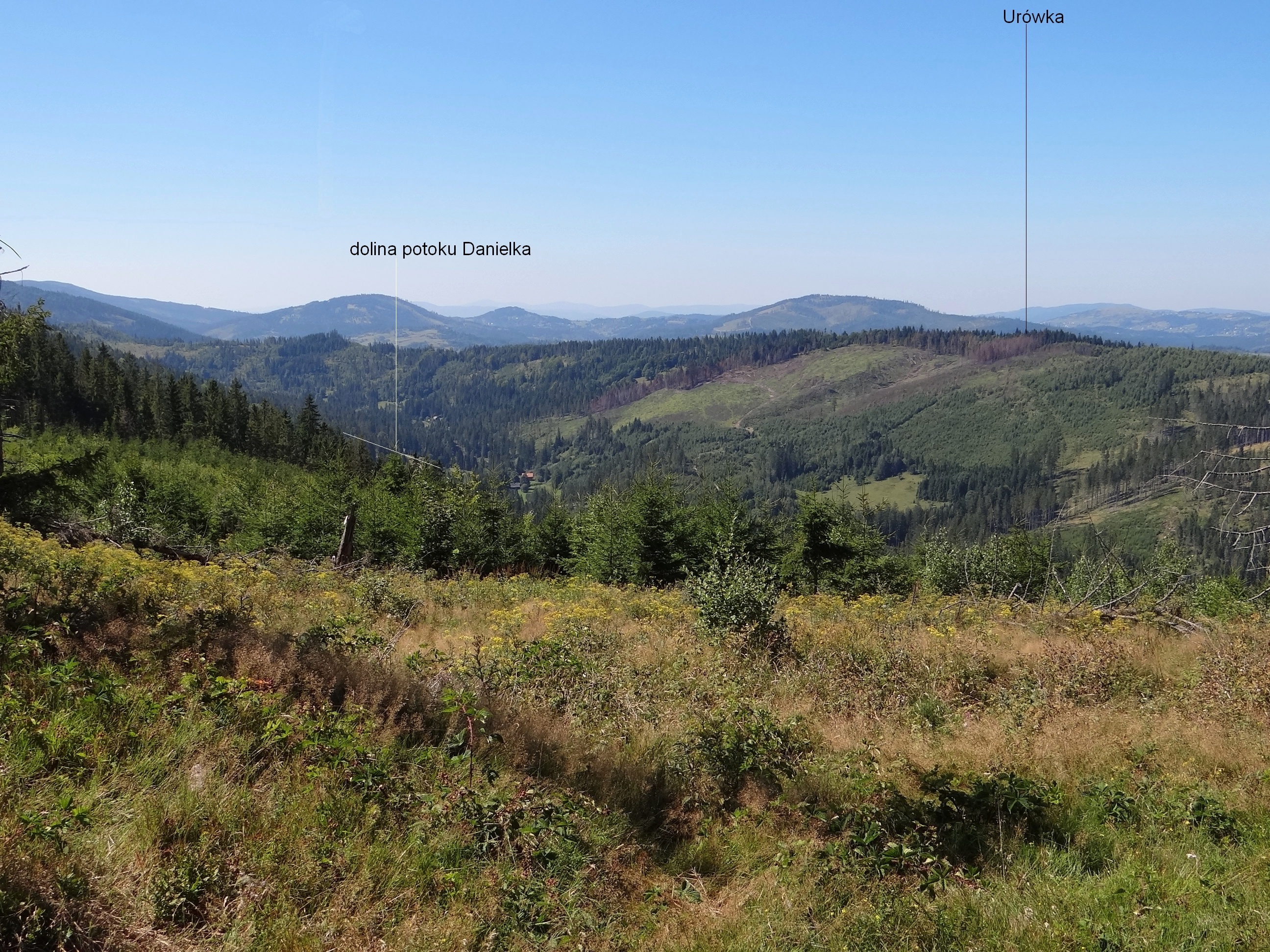
Widok z Muńcuła na dolinę Danielka i przysiółek Danielka